# Tiefenort
Tiefenort este o comună din landul Turingia, Germania.